# Luukas Saha
Luukas Saha (* 7. Juli 1998 in Hämeenlinna) ist ein finnischer Judoka. Er wurde 2024 Weltmeisterschaftsdritter im Halbleichtgewicht.

## Sportliche Karriere
Saha war 2018 finnischer Meister im Superleichtgewicht. 2021, 2022 und 2023 gewann er den Meistertitel in der Gewichtsklasse bis 66 Kilogramm, dem Halbleichtgewicht. Er studiert Wirtschaft an der Universität Tampere. Von 2020 bis 2024 trainierte Saha bei Rok Drakšič.
International erreichte Saha bei den Europameisterschaften 2023 in Montpellier erstmals das Viertelfinale und belegte dann den siebten Platz. Im Mai 2024 erreichte er den dritten Platz beim Judo-Grand-Slam-Turnier in Astana. Zehn Tage später bei den Weltmeisterschaften in Abu Dhabi unterlag er im Viertelfinale dem Italiener Matteo Piras. Mit Siegen über den Südkoreaner An Ba-ul und den Tadschiken Nurali Emomali erkämpfte sich Saha eine Bronzemedaille. Bei den Olympischen Spielen in Paris schied Saha im Achtelfinale gegen Denis Vieru aus der Republik Moldau aus.